# شاهین (ستاره)
شاهین یک ستاره است که در صورت فلکی عقاب قرار دارد.